# Manuali Mondadori
Manuali Mondadori è una collana edita dalla Arnoldo Mondadori Editore. I manuali più famosi sono il Manuale delle Giovani Marmotte pubblicato dal 1969 al 1989 (8 numeri).

## Elenco titoli
| N.  | Titolo                                                            | Anno           |
| --- | ----------------------------------------------------------------- | -------------- |
| 1   | Manuale delle Giovani Marmotte                                    | ottobre 1969   |
| 2   | Manuale di Nonna Papera                                           | ottobre 1970   |
| 3   | Manuale del Giovane Detective                                     | 1971           |
| 4   | Manuale quiz                                                      | ottobre 1971   |
| 5   | Manuale di Paperinik                                              | ottobre 1972   |
| 6   | Manuale di Yoghi                                                  | 1972           |
| 7   | Manuale del Giovane Allevatore                                    | 1973           |
| 8   | Manuale di Archimede                                              | ottobre 1973   |
| 9   | Manuale del Gol                                                   | 1974           |
| 10  | Manuale di Silvan                                                 | 1974           |
| 11  | 2° Manuale delle Giovani Marmotte                                 | ottobre 1975   |
| 12  | Manuale della Barzelletta                                         | 1975           |
| 13  | Manuale degli Sport Olimpici                                      | 1976           |
| 14  | Manuale dei Fumetti                                               | 1976           |
| 15  | 3° Manuale delle Giovani Marmotte                                 | ottobre 1977   |
| 16  | Manuale del Marciatore                                            | 1977           |
| 17  | Manuale della Natura                                              | maggio 1978    |
| 18  | Manuale del Gol (edizione aggiornata)                             | 1978           |
| 19  | Manuale di Qui Quo Qua                                            | maggio 1979    |
| 20  | Manuale del Gran Mogol                                            | ottobre 1980   |
| 21  | Super Manuale del Giallo dei ragazzi                              | 1980           |
| 22  | 4° Manuale delle Giovani Marmotte: speciale sport                 | maggio 1981    |
| 23  | Manuale delle Regioni d'Italia                                    | 1981           |
| 24  | 5° Manuale delle Giovani Marmotte: fiori & piante                 | marzo 1982     |
| 25  | Manuale di Tex nel West                                           | 1982           |
| 26  | Secondo Manuale della Barzelletta                                 | 1982           |
| 27  | Manuale dello scienziato                                          | 1983           |
| 28  | Manuale di Barbie                                                 | 1983           |
| 29  | Manuale di Paperone                                               | maggio 1983    |
| 30  | Manuale Quiz                                                      | 1983           |
| 31  | Manualone                                                         | ottobre 1983   |
| 32  | Manuale degli Indovinelli                                         | 1984           |
| 33  | Manuale del calcio                                                | 1984           |
| 34  | Manuale di Sport Goofy                                            | maggio 1984    |
| 35  | Io e gli altri. Il manuale delle buone maniere                    | 1984           |
| 36  | Manuale della Pantera Rosa                                        | 1985           |
| 37  | Almanacco della risata                                            | 1985           |
| 38  | Secondo Manuale di Barbie                                         | 1985           |
| 39  | Secondo Manualone                                                 | settembre 1985 |
| 40  | 6° Manuale delle Giovani Marmotte: speciale giochi                | maggio 1985    |
| 41  | Manuale del Basket                                                | 1986           |
| 42  | Manuale del Ciclismo                                              | 1986           |
| 43  | Manuale del Curioso                                               | 1986           |
| 44  | Manuale dell'Umorismo                                             | 1986           |
| 45  | Il Manualissimo                                                   | marzo 1986     |
| 46  | I mondiali di calcio                                              | 1986           |
| 47  | 7° Manuale delle Giovani Marmotte                                 | marzo 1986     |
| 48  | Manuale del Junior Body Building                                  | luglio 1987    |
| 49  | Manuale del Tormentone                                            | 1988           |
| 50  | Manuale della Vignetta                                            | 1988           |
| 51  | 8° Manuale delle Giovani Marmotte: tutti artisti in tutte le arti | giugno 1989    |
| 52  | Manuale del calcio                                                | 1990           |
| 53  | Mi faccio un panino                                               | 1990           |
| 54  | Maxi Manuale delle Giovani Marmotte (raccolta)                    | 1991           |
| 55  | Il manuale di cucina di Nonna Papera                              | 1991           |
| 56  | Manuale delle tre caravelle                                       | 1992           |
| 57  | Il manuale di ecologia di Qui Quo Qua                             | 1992           |
| 58  | Il manuale del detective di Topolino                              | 1992           |
| 59  | Il manuale dei giochi di Qui Quo Qua                              | 1992           |
| 60  | Il manuale di viaggio di Paperino                                 | 1993           |
| 61  | Il manuale magico di Aladdin                                      | 1993           |
| 62  | Il manuale segreto di Nonna Papera                                | 1993           |
| 63  | Il primo manuale delle barzellette                                | 1993           |
| 64  | Il manuale pratico di Minni                                       | 1994           |
| 65  | Il manuale dei codici segreti e degli enigmi di Paperino          | 1994           |
| 66  | Il manuale dei record animali per il Re Leone                     | 1994           |
| 67  | Il manuale degli amici di Qui Quo Qua                             | 1995           |
| 68  | Il manuale di Pocahontas                                          | 1995           |
| 69  | Il manuale dei gioielli di Paperina                               | 1996           |
| 70  | Manuale dei tranelli dell'italiano                                | 1996           |
| 71  | Manuale del giovane giallista                                     | 1996           |
| 72  | Manuale del giovane scrittore creativo                            | 1996           |
| 73  | Manuale della giovane ballerina                                   | 1996           |
| 74  | Manuale della paura                                               | 1996           |
| 75  | Manuale del giovane animalista                                    | 1997           |
| 76  | Manuale del giovane giornalista                                   | 1997           |
| 77  | Manuale del navigatore Internet                                   | 1997           |
| 78  | Manuale del giovane enigmista                                     | 1998           |
| 79  | Manuale del giovane poeta                                         | 1998           |
| 80  | Manuale dei soldi                                                 | 1999           |
| 81  | Manuale del giovane ambientalista                                 | 1999           |
| 82  | Manuale del giovane scienziato                                    | 1999           |
| 83  | Manuale della barzelletta                                         | 1999           |
| 84  | Il manuale di Internet                                            | 1999           |
| 85  | Il manuale del calcio di Pelè                                     | 2000           |
| 86  | Il manuale di fotografia                                          | 2000           |
| 87  | Il manuale del giovane pilota                                     | 2000           |
| 88  | 100 giochi a luce spenta                                          | 2000           |
| 89  | 100 giochi di compleanno                                          | 2000           |
| 90  | 100 giochi di mani e piedi                                        | 2000           |
| 91  | 100 giochi solo per te                                            | 2000           |
| 92  | Manuale dei diritti e dei doveri del giovane cittadino            | 2000           |
| 93  | Manuale del quiz                                                  | 2000           |
| 94  | 100 giochi con l'acqua                                            | 2001           |
| 95  | 100 giochi con l'aria                                             | 2001           |
| 96  | 100 giochi da medaglia                                            | 2001           |
| 97  | 100 giochi per ridere                                             | 2001           |
| 98  | Manuale dell'umorismo                                             | 2001           |
| 99  | Magico calcio                                                     | 2003           |
| 100 | Magica pallavolo                                                  | 2004           |